# South Pole Telescope
Le South Pole Telescope (SPT) est un radiotélescope de 10 mètres de diamètre situé à la station polaire Amundsen-Scott sur l'Antarctique. Le télescope est conçu pour observer les régions micro-ondes, d'ondes millimétriques et d'ondes sub-millimétriques du spectre électromagnétique, avec le dessein particulier de mesurer les émissions en provenance du fond diffus cosmologique.
Son premier arpentage (achevé en octobre 2010) cherchait à repérer les gros amas de galaxies lointains par leur interaction avec le fond diffus cosmologique, en vue de contraindre l'équation d'état de l'énergie noire. Au début de 2012, un nouvel appareil capteur fut installé sur le SPT ayant la vocation d'étudier le fond diffus cosmologique. Encore plus sensible et capable d'évaluer la polarisation de la lumière entrante, cet appareil cherche à mesurer le composant rotationnel (ou mode-B) du rayonnement fossile polarisé pour enfin définir les contraintes sur la masse du neutrino et l'échelle de longueur de l'inflation cosmique.
Le pôle sud jouit de conditions favorables pour l'observation d'ondes de longueur millimétrique. Son élévation de 2800 m garantit une atmosphère raréfiée et ses conditions ultra-froides limitent la teneur en eau de l'air. Ces facteurs sont particulièrement importants à cette longueur d'onde puisque la vapeur d'eau peut absorber les signaux entrants et les rayonnements qu'elle émet peuvent brouiller les signaux astronomiques. L'absence de lever ou coucher de soleil journalier rend son atmosphère singulièrement stable alors que les longues nuits polaires assurent des observations sans interférence solaire. Malgré les avantages liées à sa position sur Terre, il est à noter qu'il ne peut observer que le ciel austral.
Le télescope lui-même est de type grégorien, désaxé (off axis) de 10 mètres sur monture azimutale. Sa conception permet de couvrir des champs étendus, avec une grande sensibilité et un faible bruit, grâce notamment à des systèmes de réjection de la contribution thermique du sol. La surface de son miroir est lisse jusqu'à 20 micromètres rms (moyenne quadratique), ce qui permet des observations à des longueurs d'onde sub-millimétriques, pouvant descendre jusqu'à 200 micromètres. Le miroir secondaire est refroidi jusqu'à 10 K et des filtres en mailles métalliques filtrent un excédent de rayonnements à haute fréquence pour alléger la charge thermique de l'appareil. Un des avantages clés de sa stratégie d'observation est que le télescope tout entier est balayé (scanné) de sorte que le faisceau n'est pas en mouvement relatif aux miroirs. Le balayage rapide du télescope et son champ de vue important le rendent efficace pour l'étude de grands pans du ciel, nécessaire pour accomplir son étude de la polarisation et des amas galactiques,.